# Karl Ziegler (Maler)

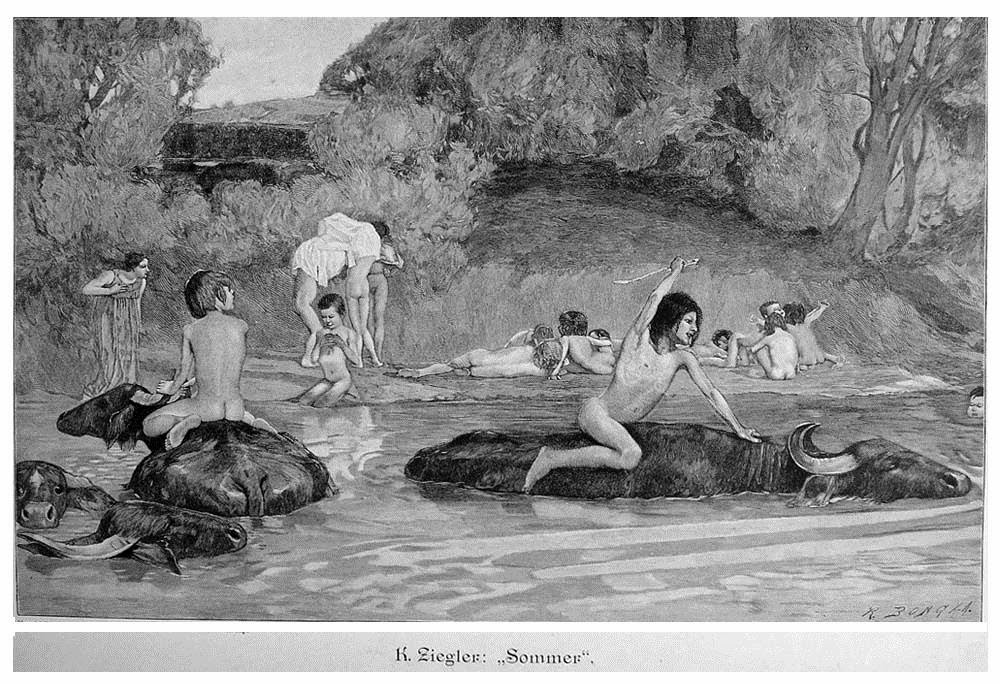
Sommer (Büffelschwemme)

Karl Ziegler (* 1866 in Schäßburg, Siebenbürgen; † 1945 in Königsberg) war ein deutscher Maler.
Karl Ziegler verbrachte seine Jugend in Arkeden, wo sein Vater seit 1877 den Posten eines  lutherischen Pfarrers bekleidete. Er besuchte das Lyzeum in Schäßburg, wo der aus Kärnten stammende Ludwig Schuller das Zeichnen unterrichtete. Der lutherische Bischof Georg Daniel Teutsch verhalf Ziegler zu einem Stipendium, das ihm das Studium an der Königlich Preußischen Akademie der Künste in Berlin ermöglichte.
Nach dem Studium arbeitete Ziegler in Budapest am Panorama von Árpád Feszty mit. Danach studierte er dank eines Stipendiums zwei Jahre lang in Berlin in der Meisterklasse von Anton von Werner.
1897 wurde Ziegler zum Professor berufen und errichtete im Zentrum von Berlin ein eigenes Atelier. Er beschäftigte sich hauptsächlich mit der Porträtmalerei.
Ziegler zeigte seine Werke in zahlreichen Ausstellungen in Berlin, Venedig, Paris und später auch in Übersee, St. Louis und Pittsburgh. Seine Werke brachten dem Künstler mehrere Auszeichnungen. Im Jahre 1904 bekam Ziegler den Posten des Professors und Kurators am neu gegründeten Kaiser-Friedrich-Museum in Posen. Bis zum Ersten Weltkrieg besuchte Ziegler Siebenbürgen und  nahm in Ausstellungen im Brukenthal-Museum in Hermannstadt in den Jahren 1887, 1888, 1889, 1890 und 1905 teil.
Nach dem Ersten Weltkrieg wohnte er vorübergehend in der Nähe von Wannsee und im Jahr 1921 nahm er den Posten des Professors an der Kunstakademie Königsberg an. Im Herbst 1926 fand in Kronstadt eine Ausstellung von Zeichnungen und Skizzen des Künstlers statt. Nach einer Kritik von Heinrich Zillich, dem Herausgeber von „Klingsor“, verzichtete Karl Ziegler auf weitere Besuche.